# Vincent Fortemps
Pour les articles homonymes, voir Fortemps.
Vincent Fortemps, né le 3 novembre 1967 à Schaerbeek (région de Bruxelles-Capitale), est un éditeur et auteur de bande dessinée belge. Il est également musicien, photographe, graphiste, plasticien et sculpteur. Il publie ses œuvres au Frémok.

## Biographie
Vincent Fortemps naît le 3 novembre 1967 à Schaerbeek,, une commune bruxelloise. Son enfance entière se déroule son dans un village du Brabant wallon. C'est à l'âge de 19 ans qu'il commence une formation artistique à l’Institut Saint-Luc de Bruxelles, où il suit des études d’illustration, jusqu'en 1991. Il y fait des rencontres marquantes en la personne de Thierry Van Hasselt, Olivier et Denis Deprez. Ils forment ensemble le collectif Frigoproduction, ancêtre belge du Frémok. En 1999, il participe aux côtés des membres du collectif Fréon au projet Terre-Neuve de l’association Recyclart dont le but premier est de transformer la rupture urbaine provoquée par la jonction Nord-Midi avec les troisième et quatorzième panneaux d'une superficie d'environ 16 m2.
Vincent Fortemps dessine au crayon lithographique sur du Rhodoïd qu'il gratte à la lame et autres objets. Ce crayon noir très gras ne sèche jamais entièrement, permettant à l'auteur de modifier pendant des années ses dessins en les humectant. Son projet Par les sillons, dont la réalisation a duré plus de quinze ans, prépublié en partie dans Frigorevue et Frigibox, utilise cette technique.
Par ailleurs, à la suite de sa collaboration avec François Verret sur le spectacle Chantier-Musil (entre autres), il développe un art de scène de dessin en live avec les projets Cinémécanique, Hoye. En 2012, il compose avec ces éléments et des réalisations en plus grand format pour une exposition au Théâtre Garonne à Toulouse.
L'auteur expose régulièrement ses œuvres de manière individuelle ou collective, tant en Belgique qu'à l'étranger.

## Œuvres

### Publications

#### Romans graphiques
- Cimes, Fréon, coll. « Amphigouri », 1997  (ISBN 2930204125).
- Campagne, B.ü.L.b comix, coll. « 2[w] » (Set F - n°4), 2000.
- La Digue[9],[10], Amok, coll. « Feu ! », 2001.  (ISBN 2911842723)
- Barques, Frémok, coll. « Flore », 2007.  (ISBN 9782350650210)
- Par les sillons[11],[12], Frémok, coll. « Amphigouri », Bruxelles, mai 2010
Scénario et dessin : Vincent Fortemps - Couleurs : noir et blanc -  (ISBN 9782350650456)

#### Collectifs
- Match de catch à Vielsalm[13], Frémok, Bruxelles, mai 2009
Scénario et dessin : collectif dont Vincent Fortemps - Couleurs : noir et blanc -  (ISBN 978-2-350-65031-9), — postface : Erwin Dejasse.

### Expositions

#### Expositions individuelles
- bd BOUM[8], Festival, Blois, 2001 ;
- Par les sillons[14], Manoir de Saint-Urchaud, Pont-Scorff du 31 janvier au 22 février 2014 ;
- Mon ventre[15], Association Vère Les Arts, Castelnau-de-Montmiral, du 26 août au 20 septembre 2020 ;
- Vincent Fortemps[16], La médiathèque de l’Escal à Nailloux, dans le cadre de L’Entracte, du 2 septembre au 15 octobre 2022 ;
- Grisailles[17], Atelier Michel Wattebled, Perpignan du 25 mai au 2 juin 2023.

#### Expositions collectives
- Génération spontanée ?[8] :

1. Festival international de la bande dessinée d’Angoulême, L’espace Franquin, Angoulême, 2011 ;
2. Centre Wallonie-Bruxelles de Paris, juin-août 2011[18] ;

- Singulier/Pluriel[19] pour le Frémok, Festival de la bande dessinée de Colomiers, novembre 2011 ;
- L’Art chemin faisant...Imaginaires géographiques[20], centre d'art contemporain Atelier Estienne, Pont-Scorff du 19 juin au 18 septembre 2016 ;
- Knock Outsider Komiks, vers un 3e langage[21],[22], FRMK/La « S » Grand Atelier, 2014 (présentation de l’exposition à l'Hôtel Saint-Simon lors du festival d'Angoulême 2017 du 26 au 29 janvier 2017.

### Spectacles
- Mèches[23], Les Brigittines, Bruxelles, octobre 2016.
- Et après on s'aime[24], compagnie In Vitro, conception et mise en scène : Marine Mane, plasticien : Vincent Fortemps, création en 2024.

#### Livres
: document utilisé comme source pour la rédaction de cet article.
- Jacques Fiérain, « Fortemps, Vincent », dans La BD à Bruxelles et en Brabant, Charleroi, Éd. l'Âge d'or, avril 2003, 144 p., ill. ; 31 cm (ISBN 9782960119664 et 2960119665, OCLC 470388171, présentation en ligne), p. 53. .
- Vincent Fortemps (interviewé) et Vincent Bernière, « Vincent Fortemps », dans Artistes de bande dessinée : conversations avec..., Éditions de l'An 2, 2003 (ISBN 9782848560120), p. 170-190
- Le 9e Rêve no 6, Bruxelles, Institut Saint-Luc de Bruxelles, École de recherche graphique, 2006, 144 p. (présentation en ligne), p. 38, 41. .
- Thierry Bellefroid et Jean-Marie Derscheid, « Vincent Fortemps Dessinateur - Scénariste », dans 77 auteurs de bande dessinée en Wallonie et à Bruxelles, Bruxelles, Wallonie-Bruxelles International, 2017, 128 p. (ISBN 2-930071-83-4, lire en ligne), p. 52-53. .

#### Périodiques
- Philippe Sohet, « Les lancinantes biffures de Vincent Fortemps », L'Indispensable, no 4,‎ octobre 1999, p. 37-39
- Vincent Bernière, « Vincent Fortemps », Beaux Arts Magazine, hors-série : Qu'est-ce que la BD aujourd'hui ?,‎ 2002, p. 76-77 (ISSN 0757-2271).

#### Articles
- Vincent Fortemps (interviewé par Alexandre Balcaen), « la musique m’a donné l’envie d’être créatif : entretien avec vincent fortemps », Cité internationale de la bande dessinée et de l'image,‎ janvier 2009 (lire en ligne, consulté le 17 juin 2023).

### Vidéographie
- [vidéo] « Vincent Fortemps », sur YouTube par le centre culturel Bellegarde.